# Indochine
Ne doit pas être confondu avec Indochine française.
Cet article concerne la péninsule asiatique. Pour le groupe de rock pop français, voir Indochine (groupe).
Pour les articles homonymes, voir Indochine (homonymie).
L'Indochine, péninsule indochinoise ou encore Asie du Sud-Est continentale est une péninsule du continent asiatique située au sud de la Chine et à l'est de l'Inde. Elle est entourée à l'ouest par le golfe du Bengale, la mer d'Andaman et le détroit de Malacca et à l'est par la mer de Chine méridionale. Traditionnellement, les bouches du Gange formaient la limite occidentale de l'Asie du Sud-Est. Sa partie continentale comprend les pays et territoires suivants : le Viêt Nam, le Cambodge, le Laos, le Myanmar, la Thaïlande, la Malaisie péninsulaire, c'est-à-dire les États de Johor, Kedah, Kelantan, Malacca, Negeri Sembilan, Pahang, Perak, Penang, Selangor et Terengganu, les districts fédéraux de Kuala Lumpur et Putrajaya ainsi que Singapour. L'Insulinde est ainsi à comprendre comme l'ensemble des îles et archipels de l'Asie du Sud-Est. 
En France, le terme « Indochine » est souvent utilisé pour désigner l'ancienne colonie d'Indochine française. L'expression « Indochine britannique » était également parfois utilisée pour désigner la Birmanie à l'époque coloniale. Le terme Indochine décrit dans un sens plus large les régions continentales de l'Asie du Sud-Est, le sud de la Chine et l'est du sous-continent indien.

## Étymologie
Le terme Indochine est utilisé pour la première fois par le géographe franco-danois Conrad Malte-Brun (1775-1826) dans son ouvrage « Précis de la Géographie Universelle » publié à Paris en 1810. Il s'agissait d'exprimer l'influence culturelle déterminante de l'Inde et de la Chine sur les peuples et les pays de l'Asie du Sud-Est continentale.

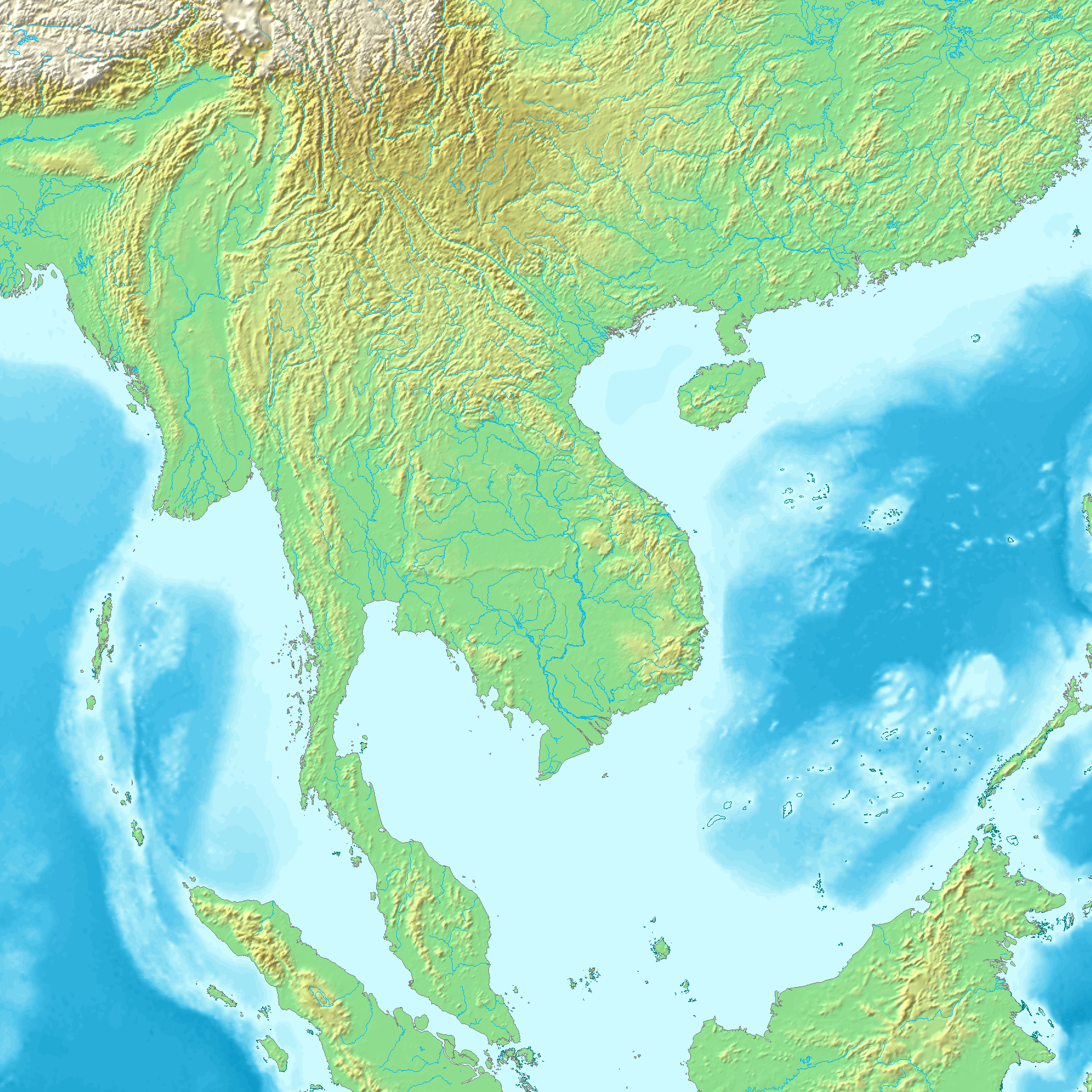
Carte physique de l'Indochine.

## Géographie

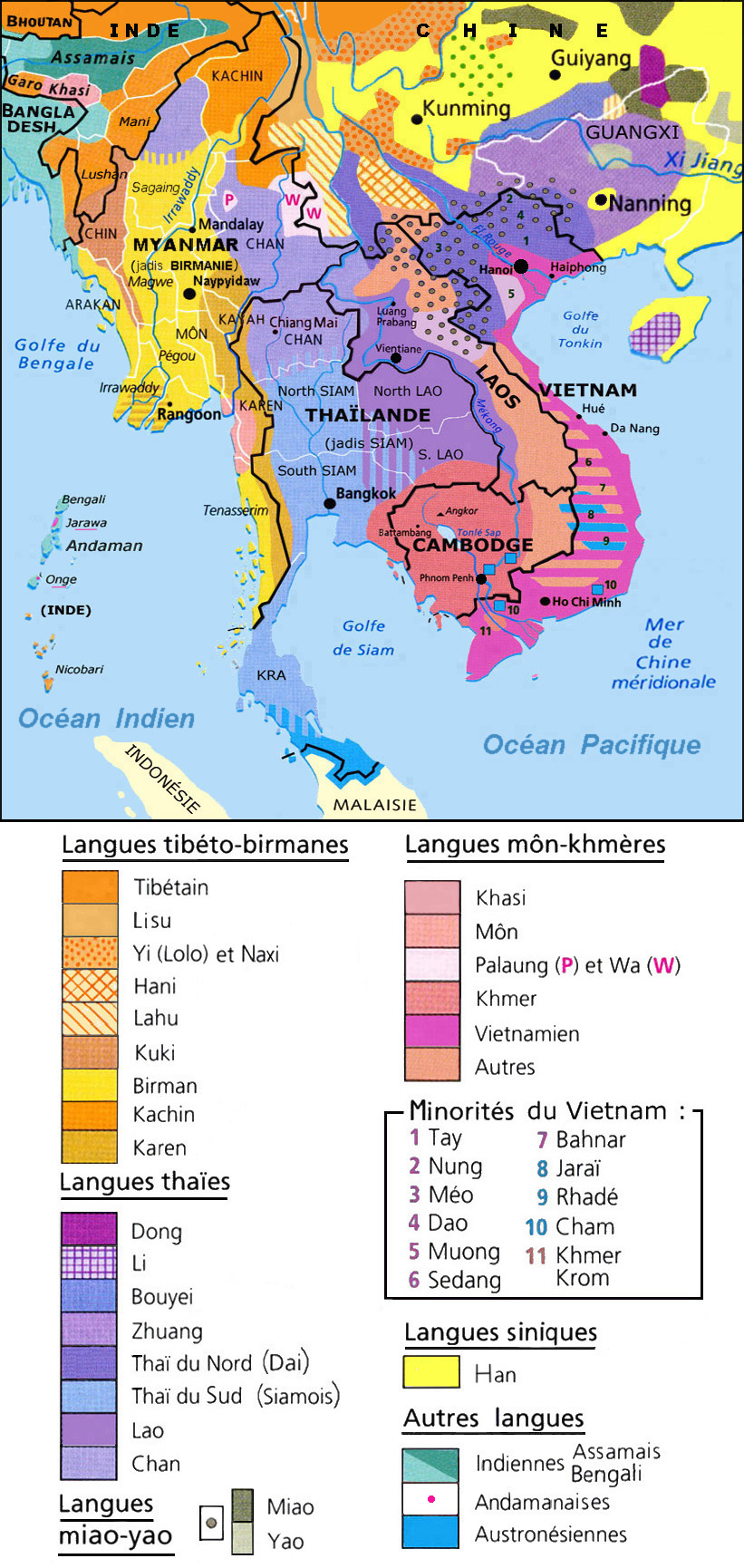
Carte linguistique de l'Indochine.

En géographie physique, si l'on additionne les surfaces des cinq pays de la péninsule indochinoise, sans la Malaisie péninsulaire, on obtient une superficie totale de 1 939 380 km2 pour un relief moyennement élevé (sauf dans l'extrême nord-ouest) mais souvent accidenté avec des vallées encaissées, des karsts et des plates-formes carbonatées fortement entaillées par la pluviométrie du climat tropical. Le principal fleuve est le Mékong.
De nombreuses espèces et sous-espèces animales ou végétales ne sont connues à l'état sauvage qu'en Indochine, où la forêt tropicale occupe encore de grandes surfaces, notamment sur les pentes. Certaines d'entre elles ont reçu l'épithète spécifique ou le nom subspécifique indochinensis .
En géographie humaine, si l'on additionne les populations des cinq pays de la péninsule indochinoise, sans la Malaisie, on obtient une population totale d'environ 253,5 millions d'habitants : les Indochinois, locuteurs d'une trentaine de langues principales, les plus parlées étant le tiếng việt, le thaï, le birman, le lao et le khmer, et pratiquant une dizaine de religions, dont la plus répandue est le bouddhisme, mahayana au Viêt Nam et theravada dans les autres pays de la péninsule.

## Histoire

### Peuplement
La péninsule indochinoise est peuplée depuis la préhistoire, comme le montrent les découvertes de Saï Yok (Thaïlande), de Bac Son et de Hoa Binh (Vietnam) qui révèlent des civilisations déjà horticoles sur brûlis et élevant le porc à partir du IVe millénaire av. J.-C. Au IIe millénaire av. J.-C. l'agriculture et la sédentarisation, sous la forme de la civilisation de Longshan, sont attestées par plusieurs sites dont celui de Phung Nguyen au Vietnam ; tous ces sites sont situés en plaine, notamment dans les deltas des fleuves ou dans les basses collines. Des peuples de langues  austroasiatiques (Khmers et Môns, notamment) se sont installés dans la péninsule à partir du XIe siècle et y ont développé la civilisation dongsonienne, pratiquant déjà la riziculture et caractérisée par ses grands tambours de bronze,.

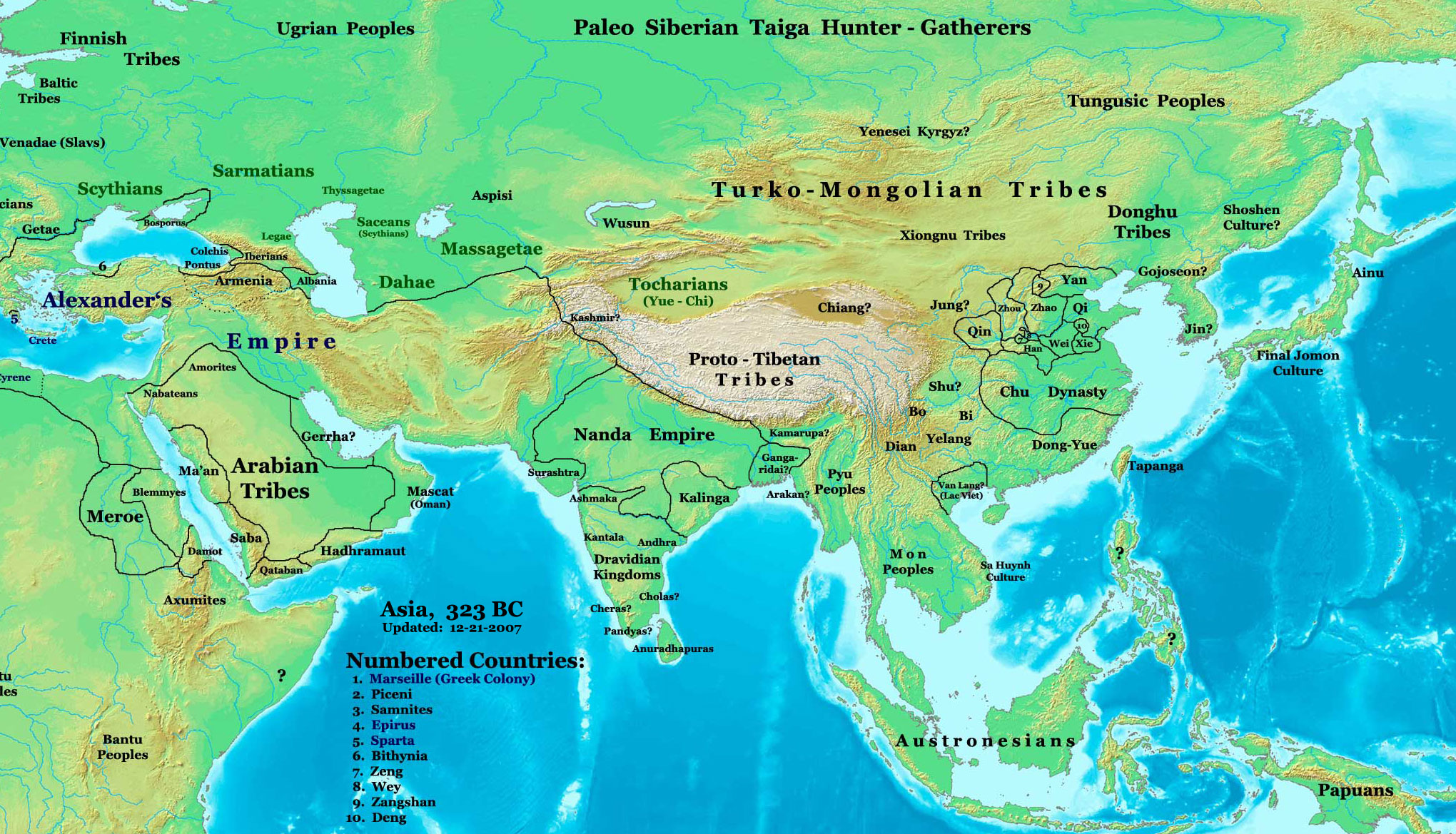
L'Asie vers -323
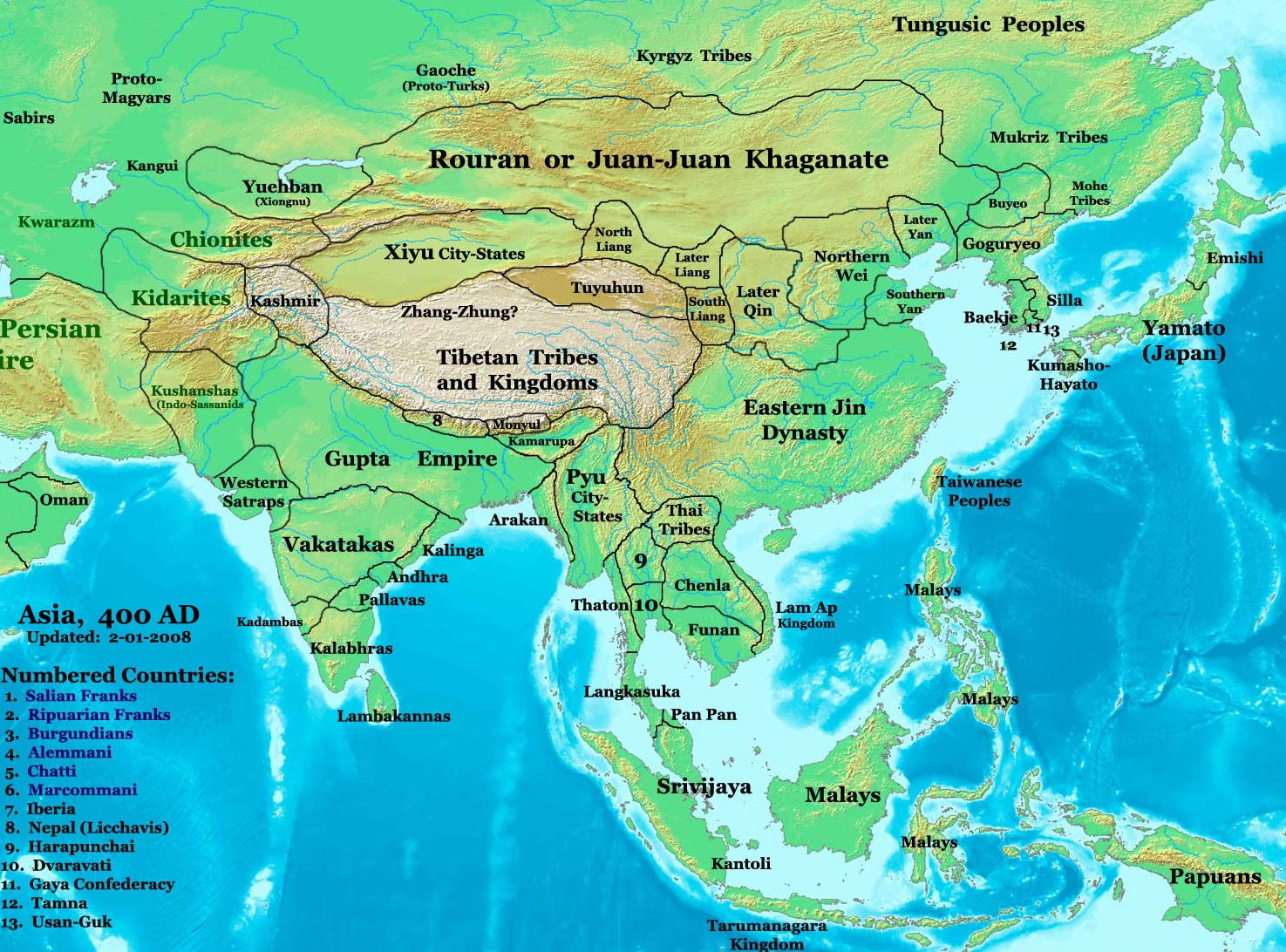
L'Asie vers 400
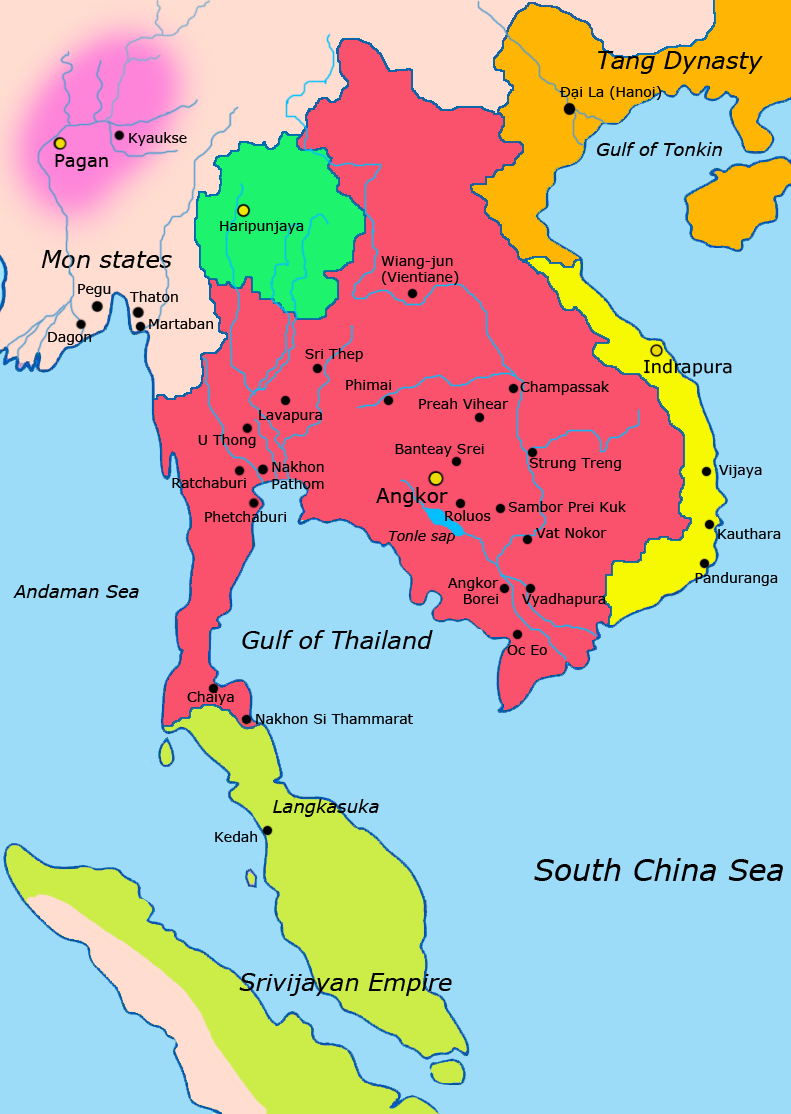
Indochine vers l'an 900 Rouge : empire Khmer Vert intense : royaume Hariphunchai Orange : empire Chinois Jaune : royaume Champa Vert pâle : thalassocratie de Sriwijaya.
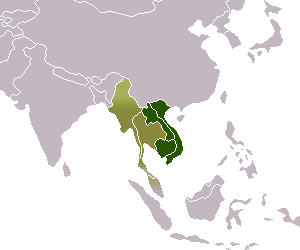
Les cinq pays de la péninsule indochinoise : en vert foncé, les trois qui ont jadis formé l'Indochine française.

- Indochine vers l'an 900
Rouge : empire Khmer
Vert intense : royaume Hariphunchai
Orange : empire Chinois
Jaune : royaume Champa
Vert pâle : thalassocratie de Sriwijaya.
- Les cinq pays de la péninsule indochinoise : en vert foncé, les trois qui ont jadis formé l'Indochine française.

### Premier millénaire
Dans les premiers siècles de notre ère, les Pyu, peuple tibéto-birman venu du nord, s'établissent dans le bassin de l'Irrawaddy tandis que l'État du Fou-nan, probablement fondé par des Khmers, et le royaume de Champa, fondé par un peuple austronésien navigateur, les Chams, apparaissent dans le sud et l'est de la péninsule. À cette époque, l'influence de la civilisation indienne imprègne d'hindouisme les États de la péninsule. Au VIe siècle, les Khmers du Chenla absorbent le Fou-nan, tandis que les Môns fondent le royaume de Dvâravatî. Au IXe siècle, le Chenla cède la place à l'Empire khmer, qui prend Angkor pour capitale, et les Birmans, également venus du nord, se substituent aux Pyu dans le bassin de l'Irrawaddy (Royaume de Pagan). Simultanément, le bouddhisme se répand dans la péninsule et, sous sa variante dite « Theravada » ou « hīnayāna » (« petit véhicule »), supplante progressivement l'hindouisme.

### XIIIesiècleauXVesiècle
En 1257, le khagan mongol Möngke, lors de la période d'expansion de l'Empire mongol, envahit le Tonkin. Cette dernière conquête reste toutefois, selon Jean-Paul Roux, « incertaine et précaire », empêchant une véritable domination mongole de la région.
Au XIIIe siècle, les Thaïs, venant du sud-ouest de la Chine, fondent les royaumes de Sukhothaï et de Lanna. Dans l'est, après un millénaire de domination chinoise, les Viêts prennent leur indépendance à la même époque et commencent leur expansion vers le sud, absorbant le Champa et submergeant les Khmers du bas-delta du Mékong. Au XVe siècle, le commerce maritime arabe, européen et chinois se développe le long des côtes : des communautés chinoises (originaires surtout du sud de la Chine) s'installent dans les ports, des peuples et des États sont islamisés en Arakan (Birmanie) et en Malaisie, le christianisme commence à s'implanter dans les comptoirs européens (Malacca, Johor et Singapour, d'abord dans sa forme catholique véhiculée par les Portugais, ensuite dans sa forme protestante véhiculée par les Hollandais).

### XVIIIeetXIXesiècles

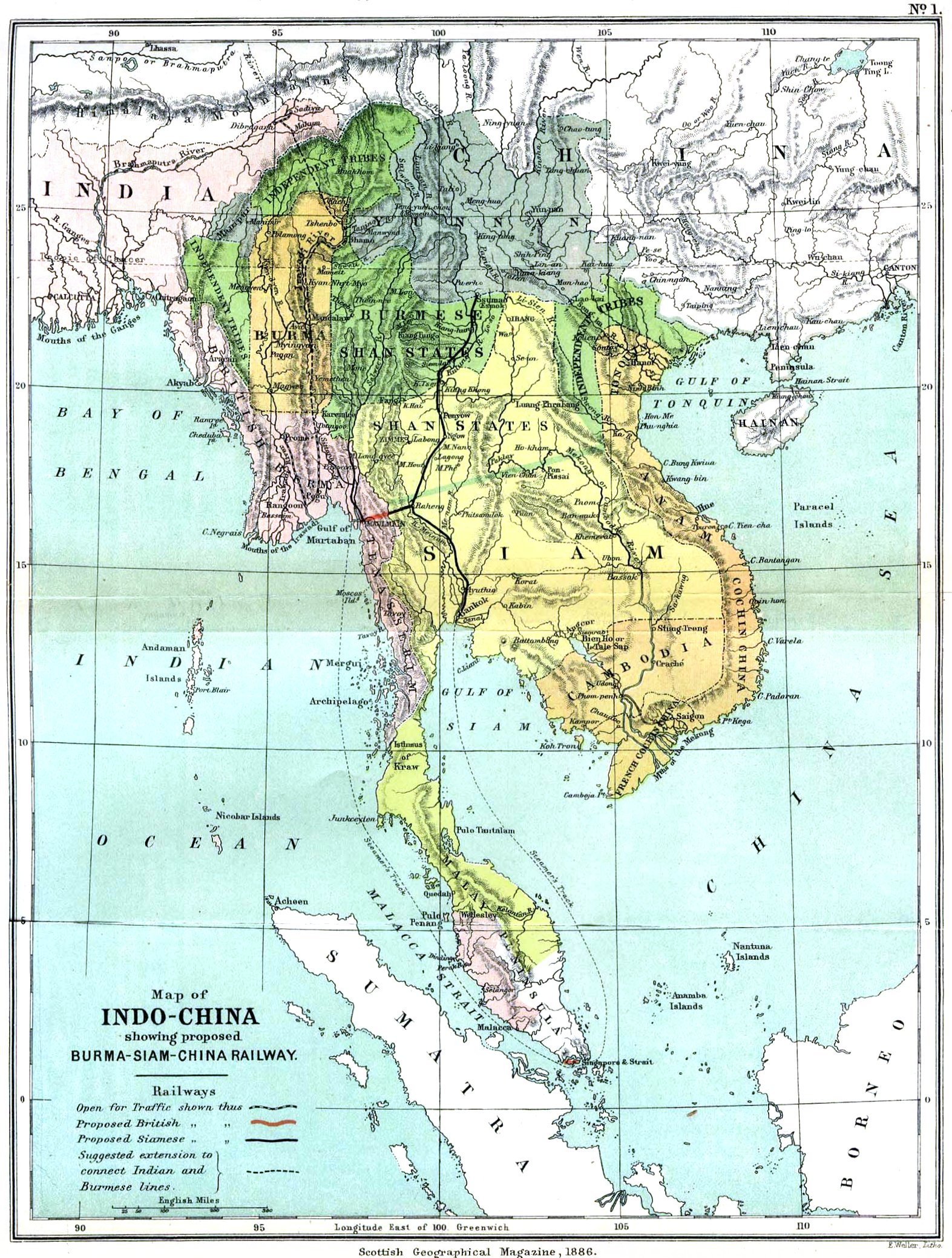
Carte de l'Indochine en 1886.

Au XVIIIe siècle, tandis que le royaume thaï du Siam s'étend et se renforce au centre de la péninsule ; les royaumes birmans (Ava, Pégou), khmers et viets (Tonkin, Annam) déclinent. Au XIXe siècle, la colonisation par les Anglais (Arakan, Tenasserim, Malaisie, Pégou, Ava) et par les Français (Indochine française) crée de nouveaux espaces : les économies locales se tournent vers l'exportation au profit des puissances coloniales, bouleversant les structures des sociétés traditionnelles. Par ailleurs, la colonisation fait coexister les anciennes religions avec celles importées par les Européens (auxquelles s'ajoutent des cultes syncrétiques).

### Époque contemporaine

#### Guerres de décolonisation
Au XXe siècle, le nationalisme local, anti-colonial mais conservateur, est progressivement supplanté par des idéologies totalitaires : tout d'abord celles liées à l'expansion japonaise et à son projet de sphère de coprospérité de la Grande Asie orientale ; ensuite au communisme qui, après la Seconde guerre mondiale, monopolise la revendication d'indépendance. Cette revendication est soutenue par l'Union Soviétique dans le contexte de la guerre froide, qui, en Indochine, oppose la France, la Thaïlande et les gouvernements conservateurs en place aux armées communistes dont l'encadrement a été souvent formé en France (c'est le cas, entre d'autres, du vietnamien Hô Chi Minh formé sous l'égide de Marcel Cachin et du cambodgien Saloth Sâr formé sous l'égide de Jacques Duclos). Ces antagonismes idéologiques se traduisent par de sanglantes guerres régionales dans lesquelles interviennent l'URSS, les États-Unis et la Chine. La décolonisation est ponctuée par la guerre d'Indochine française (1946-1954), puis par la guerre du Viêt Nam américaine (1955-1975) avec, comme théâtres d'opérations annexes, la guerre civile laotienne (1953-1973) et la guerre civile cambodgienne (1967-1975). À cela s'ajoute le conflit cambodgien (1978-1999) opposant le Viêt Nam et le gouvernement pro-vietnamien du Cambodge aux Khmers rouges. Finalement, pendant près d'un demi-siècle, la région subit dictatures, répressions, violences, destructions et génocides.

#### Conséquences des conflits
Les conséquences de cette période sont très lourdes : au début du XXIe siècle, alors que la paix est établie depuis l'an 2000, des millions de mines anti-personnel et de munitions résiduelles mutilent des dizaines de milliers de personnes et en tuent plusieurs centaines chaque année ; les séquelles de l'utilisation d'armes chimiques persistent dans l'environnement et sur la santé des populations ; aucun état indochinois n'a de démocratie fonctionnelle même si des régimes parlementaires sont formellement en place ; tous accusent malgré leur croissance économique, d'importants retards de développement social, et les trafics de stupéfiants et d'êtres humains perdurent, ainsi que la piraterie et la surexploitation des ressources terrestres et maritimes.